# Niclas Engelin
Niclas Engelin (Göteborg, 27 dicembre 1972) è un chitarrista svedese.

## Carriera
È membro di diversi importanti gruppi metal come In Flames e Engel. Inoltre è stato chitarrista del gruppo Gardenian dal 1996 al 2004 e poi nuovamente dal 2012. Dal 1995 al 2004 è stato membro dei Passenger.
Per quanto riguarda la sua militanza negli In Flames, ha fatto parte del gruppo per periodo 1997-1998 sostituendo Glenn Ljungström, poi di nuovo nel 2006, nel 2009 e stabilmente dal 2011 al 2018.
Nel 2005 ha fondato gli Engel con Marcus Sunesson (The Crown).
Nel maggio 2011 è diventato endorser della B.C. Rich.
Dal 2016 è diventato chitarrista del gruppo We Sell The Dead, con i quali ha pubblicato due album.

## Discografia
con i Sarcazm
- 1993 - Breath, Shit, Excist...

con i Gardenian
- 1997 - Two Feet Stand
- 1999 - Soulburner
- 2000 - Sindustries

con i Passenger
- 2003 - In Reverse
- 2003 - Passenger

con gli Engel
- 2007 - Absolute Design
- 2010 - Threnody
- 2012 - Blood of Saints
- 2014 - Raven Kings

con gli In Flames
- 2014 - Siren Charms
- 2016 - Battles